# Nourhene May
Pour les articles homonymes, voir May.
Nourhene May, née le 18 mars 1991, est une haltérophile tunisienne.

## Carrière
Nourhene May remporte la médaille d'argent à l'arraché dans la catégorie des moins de 58 kg lors des championnats d'Afrique 2008 à Strand. Elle obtient la médaille d'or à l'arraché, à l'épaulé-jeté et au total dans la même catégorie lors des championnats d'Afrique 2009 à Kampala. Elle est médaillée de bronze à l'arraché, à l'épaulé-jeté et au total dans la catégorie des moins de 63 kg lors des championnats d'Afrique 2012 à Nairobi.